# Ou Shizi
Ou Shizhi - xinès tradicional: 區適子, xinès simplificat: 區適子, pinyin: Ōu Shìzǐ; wade-giles: Ou Shìh Tzŭ - (Chencun, Shunde, província Guangdong, 1234-1324) va ser un erudit de la Dinastia Song. Era conegut com a "Senyor Dengzhou" (登洲先生) i era conegut per la seva erudició. El seu llogaret natal va passar a anomenar-se Dengzhou en el seu honor. Ell és l'autor a qui se li atribueix el llibre Tres personatges clàssics, un text clàssic xinès que encarnava el pensament confucià i que encara avui és adient per a l'ensenyament als nens petits.